# Abenaque Machine Works

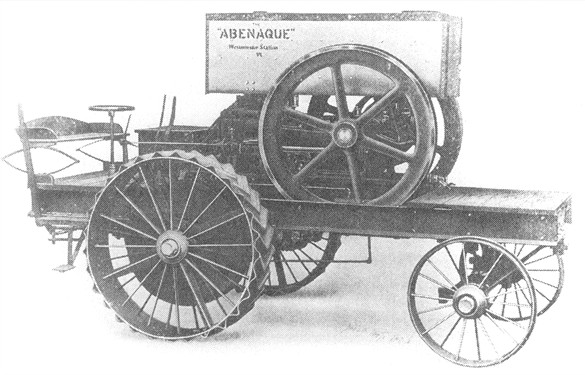
Traktor (1908)

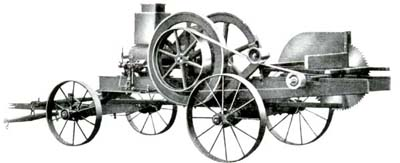
Fahrbare Säge

Abenaque Machine Works war ein US-amerikanisches Unternehmen.

## Unternehmensgeschichte
Die Familie Colgate gründete 1883 das Unternehmen in Westminster Station in Vermont. Ziel war die Produktion von landwirtschaftlichen Geräten und Ähnlichem. Genannt sind Motoren, Traktoren und Pumpen. Im Jahre 1900 entstand ein  Automobil. 1914 zog das Unternehmen nach Marlborough in New Hampshire. Im August 1915 endete die Produktion infolge des Bankrotts.

## Pkw
Das einzige Pkw-Modell hatte einen Ottomotor. Es ging nicht in Serienproduktion, da sich das Unternehmen auf seine Haupttätigkeitsfelder beschränken wollte.